# Magliano (Sillano Giuncugnano)
Magliano (già Magliano in Garfagnana) è una frazione del comune italiano di Sillano Giuncugnano, nella provincia di Lucca, in Toscana.
Il paese, posto nell'alta Garfagnana, è diviso in due parti, denominate "Magliano a mattina" e "Magliano a sera" (o anche, semplicemente, di qua e di là, o occidentale e orientale).

## Storia
Di Magliano si fa già menzione in un documento dell'Archivio arcivescovile di Lucca datato 18 gennaio 793, nel quale si cita l'acquisto da parte del vescovo Giovanni per cento soldi d'oro di diverse terre nella Garfagnana alta, tra le quali una "casa massaricia con terre annesse in Magliano e un'altra in Ponteccio".
Il nome si richiama a un personale gentilizio latino Ma(l)lius.
Sappiamo anche che la chiesa di san Dalmazio di Lucca aveva beni in "Maliano finibus Carfaniense" nell'anno 819. Nel 995 il vescovo allivella alcuni beni della chiesa di san Martino di Careggine, tra i quali ne cita alcuni a Gragna e Magliano.
Nel diploma di Federico I imperatore del 1185, si nomina un castrum de Malliano cum pertinentiis. Molto probabilmente si trattava di un fortilizio situato nella località che prenderà poi il nome di Castelletto, posto a breve distanza da Magliano. Stando anzi ad alcune indagini eseguite sul sito, la fortificazione si sarebbe trovata alla "Terra", dove poi verrà eretta la chiesetta di Santa Felicita.
Scrive Raffaello Raffaelli nella sua opera Descrizione geografica, storica ed economica della Garfagnana (1879): Magliano, posto nella sommità de' monti di Thea, ha chiesa curata sotto il titolo di S. Andrea, d'entrata di scudi più di 200, con bella residenza; et è divisa detta terra in due villaggi, curati da detto Rettore, e fanno anime 250 e fuochi d'estimo 6 e per essi danno soldati 26.
Ha territorio grande nelli monti di Thea, ove sono bellissime praterie, parte di detto Comune, e parte d'altri, come Giuncugnano et altri villaggi de' lucchesi della Lunigiana.
E per tali praterie vi sono gran quantità di lepre, e tali cacce sono fatte ogn'anno dal Sig. Marchese Malaspina di Fusdinovo, e ne piglia 50 e 60 per volta.
Tal Comune ha entrata di pascoli et erbatici di scudi 50 l'anno. Il suo sito è aspro, e non vi si raccoglie vino et anche poche castagne. Tiene pecore e capre n° 300; bestie vaccine para 60; cavalli e somari n° 20.
Nel XVI secolo, le più consistenti famiglie residenti a Magliano erano Bertolini (detti anche Varigliani per la loro origine da Varliano), Billi, Cecchini, Cecconi, Ciuffardi, Contipelli, Danti, Galli, Jori, Magliani, Mazzoli, Nuccini, Orsini, alle quali si aggiungeranno nel secolo successivo anche le famiglie Bosi, Poli e Spadini.
Magliano passò da Lucca agli Estensi nel 1446.
Risalente almeno al XV secolo, la chiesa parrocchiale di Magliano intitolata a sant'Andrea Apostolo, fu sistemata nel 1734. È del 1739 il vasto dipinto della volta interna, opera del pittore Giuseppe Morelli di Gragnola, rappresentante il martirio di sant'Andrea. Nel tempio si conservano anche diverse reliquie. Oltre a quelle di sant'Andrea apostolo, di Sant'Ansano martire, di San Biagio e della Santa Croce, vi sono le supposte reliquie di tutto il corpo dei martiri Giusto ed Emiliano. La scossa sismica del 2013 ne ha compromesso parzialmente la struttura determinandone attualmente l'inagibilità. La parrocchia fu elevata a prepositura perpetua per i meriti del parroco dottor don Francesco Boni.
Scrive il parroco don Francesco Boni in data 27 gennaio 1822, in risposta a un questionario di monsignor Pio Luigi Scarabelli, vescovo di Sarzana: La Chiesa parrocchiale [...] ha presso a poco la figura rettangolare con due sfondi nei lati dove sono fabbricate due cappelle, è d'un'ampiezza proporzionata alla popolazione, è soggetta all'umido dalla parte settentrionale. [...] Le riparazioni sì della Chiesa che di tutt'altro appartenente ad essa si fanno ogni qual volta urga il bisogno a spese or dell'Opera, or dei parrocchiani e del Parroco, essendo l'Opera meschina. [...] Vi sono quattro altari intitolati uno maggiore, l'altro della B. Vergine, il terzo del Rosario o di S. Carlo, il quarto di S. Ansano e di S. Genesio. Il primo non ha statua né quadro; gl'altri tre sono in quadro tolerabile; quello della B. Vergine e del Rosario sono alquanto laceri nell'estremità inferiore, che dall'ornato dell'altare quasi si occulta.
Risale alla metà dell'Ottocento l'oratorio intitolato alla Madonna di Loreto, privato, recentemente restaurato, impreziosito da una pala di discreta fattura risalente al XVI secolo ca., raffigurante la Madonna di Loreto, attorniata da santi fra i quali sono riconoscibili Sant'Antonio Abate, San Francesco d'Assisi, Sant'Agata.